# Acácio da Silva
Acácio Mora da Silva, né le 2 janvier 1961 à Montalegre, est un coureur cycliste portugais des années 1980 et 1990. Il a notamment remporté trois étapes du Tour de France et cinq étapes du Tour d'Italie. Il a porté le maillot jaune et le maillot rose durant sa carrière.

## Biographie
Né à Montalegre au Portugal en 1961, Acácio da Silva vit son enfance et sa jeunesse au Luxembourg, où ses parents se sont installés, comme beaucoup de Portugais, pour fuir la dictature de Salazar.
Il devient cycliste professionnel en 1982.
En 1986, il remporte le titre de Champion du Portugal sur route.

## Palmarès

### Palmarès amateur
- 1979
  - 3e du Grand Prix Général Patton
- 1980
  - Prix Kellen
  - Flèche du Sud :
    - Classement général
    - 1re étape

  - Grand Prix des Communes Réunies
- 1981
  - 5e étape de la Flèche du Sud
  - Grand Prix Bestgen
  - Prix Bartholmy

### Palmarès professionnel
| - 1982 - Tour du Kaistenberg - 1983 - 4e étape du Tour de Luxembourg - Tour du Kaistenberg - 2e du Tour du Leimenthal - 8e du Tour de Suisse - 1984 - 1re étape du Tour du Trentin - Tour du Kaistenberg - Coppa Placci - 2e du Tour de Suisse - 2e de Milan-Vignola - 2e du Tour du Piémont - 3e de Visp-Grächen - 3e de Coire-Arosa - 5e de Liège-Bastogne-Liège - 10e de la Flèche wallonne - 1985 - 4e étape de Tirreno-Adriatico - 3e étape du Tour de Romandie - 8eb et 10e étapes du Tour d'Italie - Prologue du Tour de Suisse - Tour d'Émilie - Coppa Agostoni - 2e de Tirreno-Adriatico - 2e du Tour de Romandie - 2e de la Coppa Sabatini - 4e de la Flèche wallonne - 8e du Tour de Suisse - 9e de Liège-Bastogne-Liège - 9e du classement FICP - 1986 - Champion du Portugal sur route - Championnat de Zürich - 9e et 21eb étapes du Tour d'Italie - 3e étape du Tour du Limousin - 2e du Trophée Pantalica - 3e du Tour de Syracuse - 5e du Tour de Catalogne - 5e du Tour de Lombardie - 6e de Tirreno-Adriatico - 6e du Super Prestige Pernod - 7e du Tour d'Italie - 8e de Créteil-Chaville - 10e du classement FICP | - 1987 - 2e étape du Tour de France - 2e du Grand Prix de Lugano - 9e du Tour de Suisse - 1988 - Trophée Luis Puig - 4e étape du Critérium du Dauphiné libéré - Tour du Schynberg - 3e étape du Tour de Suisse - 3e étape du Tour de France - 5e étape du Tour de Galice - 3e du Circuit de la vallée de la Lys - 3e du Tour de Suisse - 6e du Critérium du Dauphiné libéré - 1989 - 2e étape du Tour d'Italie - 1re étape du Tour de France - 1reb étape du Grand Prix de Sintra (contre-la-montre) - 2e du Tour du Wartenberg - 2e du Championnat de Zurich - 2e du Grand Prix de Sintra - 3e des Six Jours de Zurich (avec Sigmund Hermann) - 10e du Grand Prix des Amériques - 1990 - 1rea étape du Tour de Luxembourg - 3e du Tour du Wartenberg - 1992 - 3e du Tour des vallées minières - 1994 - 1re étape du Grand Prix d'Almocagene |  |

## Résultats sur les grands tours

### Tour de France
6 participations
- 1986 : 82e
- 1987 : 64e, vainqueur de la 2e étape
- 1988 : 92e, vainqueur de la 3e étape
- 1989 : 84e, vainqueur de la 1re étape,  maillot jaune pendant 4 jours
- 1990 : 108e
- 1992 : 61e

### Tour d'Italie
10 participations
- 1982 : 78e
- 1983 : 97e
- 1984 : 23e
- 1985 : 33e, vainqueur des 8eb et 10e étapes
- 1986 : 7e, vainqueur des 9e et 21eb étapes
- 1989 : 48e, vainqueur de la 2e étape,  maillot rose pendant 2 jours
- 1990 : 49e
- 1991 : 57e
- 1992 : 46e
- 1993 : 73e

### Tour d'Espagne
4 participations
- 1987 : éliminé (12e étape)
- 1988 : 38e
- 1991 : 65e, vainqueur du classement des sprints spéciaux
- 1993 : 64e